# Максим Литвинов
Максим Максимович Литвинов (Бјалисток, 17. јул 1876 — Москва, 31. децембар 1951) био је руски револуционар и совјетски државник и дипломата. Он је био народни комесар за спољне послове од 1930. до 1939. године.
Литвинов је био заговорник дипломатских споразума који би водили разоружању и био је утицајан заговорник става да Совјетски Савез постане страна у Бријан-Келоговом пакту из 1928. године. Такође је био одговоран за Литвиновљев протокол из 1929. године, мултилатерали споразум за спровођење Бријан-Келоговог пакта између Совјетског Савеза и неколико суседних држава.
Године 1930. Литвинов је именован за народног комесара спољних послова, највишег дипломатског положаја у СССР-у. Током 1930-их, Литвинов је заговарао званичну совјетску политику колективне безбедности са западним силама против нацистичке Немачке.

## Смрт и наслеђе
Литвинов је умро 31. децембра 1951. године. Након његове смрти, кружиле су гласине да је убијен по Стаљиновом упутству Министарству унутрашњих послова. Према речима Анастаса Микојана, 31. децембра 1951. један камион се намерно сударио са Литвиновљевим аутомобилом док је скретао у кривину у близини даче Литвинов, а он је касније преминуо од задобијених повреда. изјавио је британски телевизијски новинар Тим Кулијадис ; „Убиство Литвинова означило је интензивирање Стаљинове антисемитске кампање“. Међутим, према речима Литвинове жене и ћерке, Стаљин је још увек био у добрим односима са Литвиновим у време његове смрти. Навеле су да је имао озбиљне проблеме са срцем и да је добио најбоље могуће лечење током последњих недеља свог живота, и да је умро од срчаног удара 31. децембра 1951.
Након Литвинове смрти, његова удовица Ајви остала је у Совјетском Савезу све док се није вратила да живи у Британији 1972.
У својим сећањима која је диктирао свом присталици, Вјачеслав Молотов — Литвиновљева замена на месту шефа спољних послова и десна рука Јосифа Стаљина — рекао је да је Литвинов „интелигентан“ и „прворазредан“, али је рекао да му Стаљин и он „нису веровали“ и последично га „изостављали из тока преговора“ са Сједињеним Америчким Државама током рата. Молотов је Литвинова назвао „не лошим дипломатом — добрим“, али га је такође назвао „прилично опортунистичким“ и додао је како је он „веома симпатизовао [Лава] Троцког, [Григорија] Зиновјева и [Лева] Камењева“  Према Молотову; „Литвинов је остао међу живима [у Великој чистки] само случајно“.
Литвинов унук Павел Литвинов, физичар, писац и дисидент из совјетског доба, живи у САД.